# Steinschloss (Elsass)

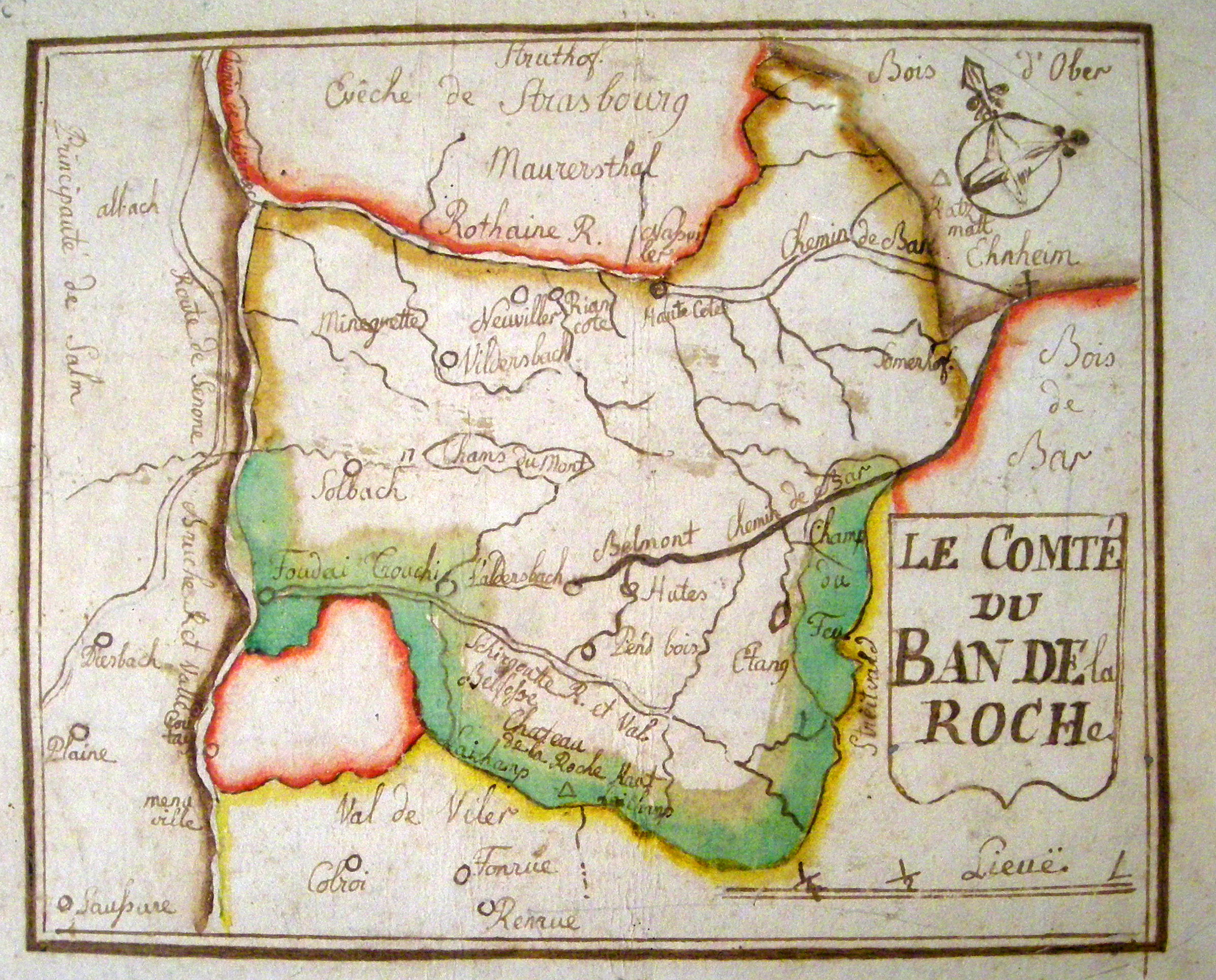
Karte der Grafschaft Steintal

Das Steinschloss (französisch: Château de la Roche), auch Zum Stein genannt, ist die wenig bekannte Ruine einer Felsenburg auf 820 Metern Höhe oberhalb von Bellefosse auf einem Dolerit-Felsen, abgelegen in einem Seitental der Bruche an einem Ausläufer des Champ du Feu in den Vogesen im Elsass. Sie ist als Monument à l’inventaire gelistet.

## Geschichte
Angeblich soll die Burg bereits im 11. Jahrhundert erbaut und schon 1099 zerstört worden sein. Für das Jahr 1178 ist ein castellanus de Rupe belegt. Die Herren Zum Stein waren Ministeriale der Abtei Hohenburg auf dem Odilienberg und wurden lange Zeit fälschlicherweise als die Erbauer der Burg angenommen. Diese residierten allerdings auf Burg Dreistein nahe dem Odilienberg.  Wahrscheinlich wurde die Burg erst in der zweiten Hälfte des 13. Jahrhunderts von den Herren von Rathsamhausen-Zum Stein erbaut, die im Dienste der Staufer standen. Rudolf und Hartmann von Racenhusen lagen 1284 im Streit mit den Herren von Andlau um das ienhald Hochveldes (Champ du Feu). Die erste urkundliche Erwähnung fällt ins Jahr 1398 als „die purgk zum Stein“, in einem Streitfall um ein Waldgebiet der Rathsamhauser mit der Stadt Obernai. Die Grundherrschaft und spätere Grafschaft Steintal (Ban de la Roche) bestand aus acht Dörfern und war Reichslehen der Rathsamhauser, bis sie 1584 an Georg Johann von Veldenz übertragen wurde. 1469 kam es zu einer achttägigen Belagerung der Burg durch ein Bündnis des Bischofs von Straßburg mit den Herzögen von Lothringen und Österreich, dem Markgrafen von Baden und den Herren von Lichtenberg, die in der Zerstörung der Burg endete.

## Anlage

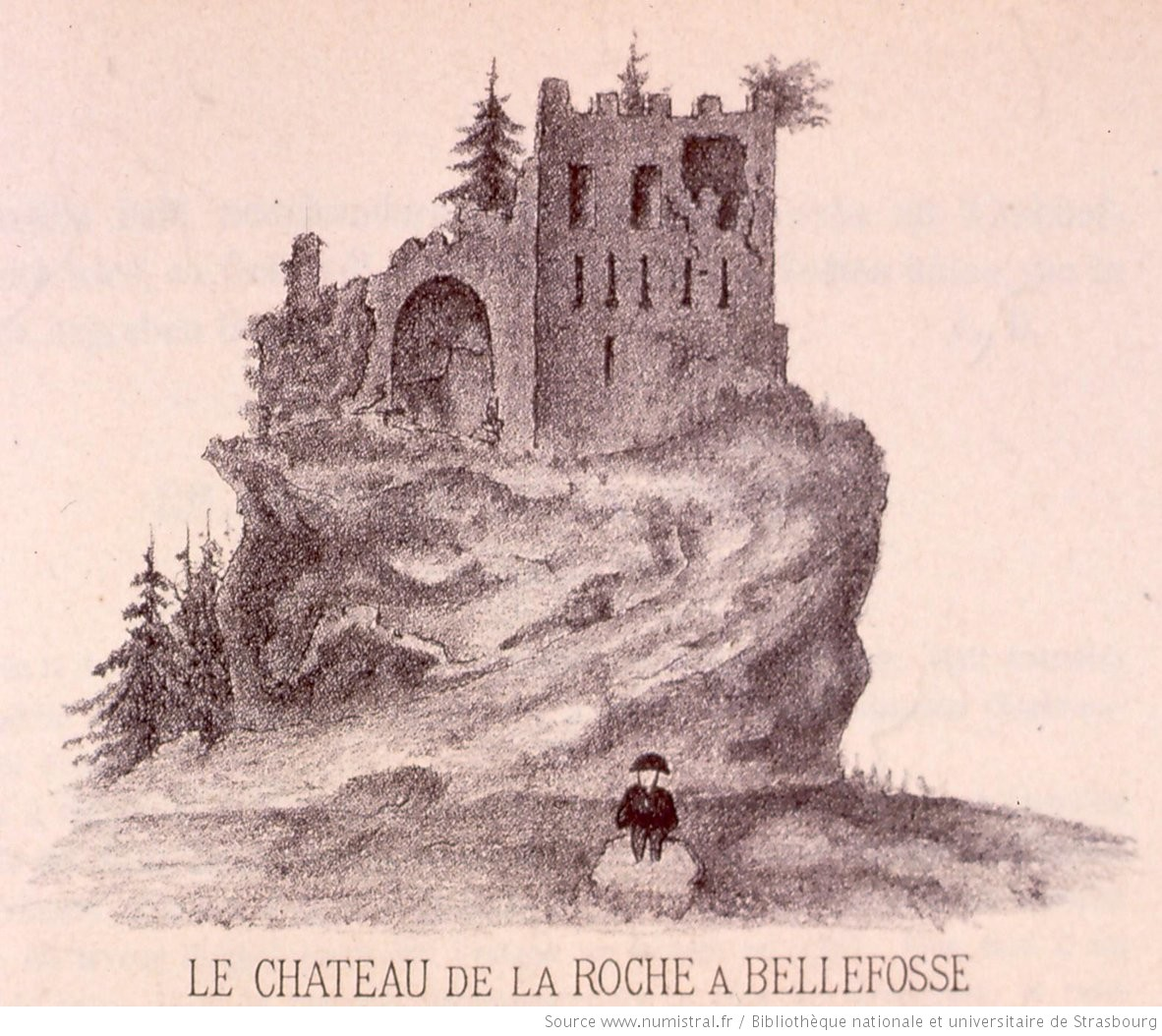
Darstellung der Ruine von Philippe Henri Oberlin, 1785

Hinter einem 50 Meter breiten Halsgraben erhebt sich ein aus Vogesensandstein gemauerter Bergfried auf einem Basalt-Felsen, der sich in einer abgerundeten Spitze gegen die Angriffsseite richtet. Der Turm war nie sonderlich hoch, da eine ausreichende Höhe durch den Felsen vorgegeben war, und wird auf das späte 13. Jahrhundert datiert. In der Darstellung von Oberlin ist ein nicht mehr erhaltener gemauerter Bogen zu erkennen, der ähnlich wie bei den Burgen Hagelschloss und Girbaden einen Felsspalt überbrückte. Der Felsen ist heute über zwei steile Eisentreppen zugänglich.
Nicolas Mengus vermutet in seiner Rekonstruktion der Burg einen sich nördlich an den Felsen anlehnenden Wohnbau (Palas), von dem lediglich geringe Mauerreste erhalten sind. Daran schloss sich eine annähernd rechteckige Unterburg (Vorburg) mit zwei Wirtschaftsgebäuden an, von der wenige Mauerspuren zeugen.